# Desireé Rolando
Ana Paola Desirée Facchinei Rolando (Caracas, 26 luglio 1956) è una modella venezuelana, eletta Miss Venezuela nel 1973, e rappresentante del Venezuela a Miss Universo 1973, concorso svoltosi ad Atene il 21 luglio 1973..